# Solenopsis rugosa
Solenopsis rugosa es una especie de hormiga del género Solenopsis, subfamilia Myrmicinae.